# Persone di nome Billy
| Questa pagina contiene informazioni ricavate automaticamente dalle voci biografiche con l'ausilio del template Bio e di un bot. L'aggiornamento è periodico e automatico e ricostruisce completamente la pagina. Se manca una persona in questa lista, sei pregato di non aggiungerla, ma accertati piuttosto che la sua voce biografica contenga il template Bio e che i dati anagrafici siano correttamente compilati. Se il template Bio manca, inseriscilo tu stesso o, in alternativa, metti l'avviso {{tmp\|Bio}} che ne segnala la mancanza. Se i dati riportati sono sbagliati, correggi direttamente la voce biografica; le modifiche saranno visibili in questa lista entro pochi giorni. Per chiarimenti vedi il progetto antroponimi. La lista contiene solo le 137 persone che sono citate nell'enciclopedia e per le quali è stato implementato correttamente il template Bio. Pagina aggiornata al 6 ago 2025. |

Questa è una lista di persone presenti nell'enciclopedia che hanno il nome Billy, suddivise per attività principale.

## Allenatori di calcio(8)
- Billy Barnes, allenatore di calcio e calciatore inglese (Londra, n. 1879 - † 1962)
- Billy Davies, allenatore di calcio scozzese (Glasgow, n. 1964)
- Billy Dodds, allenatore di calcio e ex calciatore scozzese (New Cumnock, n. 1969)
- Billy Kingdon, allenatore di calcio e calciatore inglese (Worcester, n. 1907 - Weymouth, † 1977)
- Billy McCracken, allenatore di calcio e calciatore nordirlandese (Belfast, n. 1883 - Kingston upon Hull, † 1979)
- Billy Simpson, allenatore di calcio e calciatore scozzese (Edimburgo, n. 1945 - † 2009)
- Billy Sinclair, allenatore di calcio e ex calciatore scozzese (Glasgow, n. 1947)
- Billy Young, allenatore di calcio e calciatore irlandese (Dublino, n. 1938 - Dublino, † 2025)

## Attori(25)
- Billy Blanks, attore e artista marziale statunitense (Erie, n. 1955)
- Billy Bletcher, attore, doppiatore e sceneggiatore statunitense (Lancaster, n. 1894 - Los Angeles, † 1979)
- Billy Boyd, attore e cantante britannico (Glasgow, n. 1968)
- Billy Boyle, attore e cantante irlandese (Dublino, n. 1945)
- Billy Brown, attore statunitense (Inglewood, n. 1970)
- Billy Aaron Brown, attore statunitense (Clarinda, n. 1981)
- Billy Burke, attore statunitense (Everett, n. 1966)
- Billy Bussey, attore e stuntman statunitense (Stati Uniti)
- Billy Chapin, attore statunitense (Los Angeles, n. 1943 - † 2016)
- Billy Chau, attore, kickboxer e artista marziale canadese (Calgary, n. 1954)
- Billy De Wolfe, attore statunitense (Quincy, n. 1907 - Los Angeles, † 1974)
- Billy Drago, attore e conduttore radiofonico statunitense (Hugoton, n. 1946 - Los Angeles, † 2019)
- William Frankfather, attore statunitense (Kermit, n. 1944 - Los Angeles, † 1998)
- Billy Gilbert, attore e comico statunitense (Louisville, n. 1894 - Hollywood, † 1971)
- Billy Gray, attore statunitense (Los Angeles, n. 1938)
- Billy Gray, attore statunitense (New York, n. 1904 - Los Angeles, † 1978)
- Billy Kay, attore statunitense (New York, n. 1984)
- Billy e Bobby Mauch, attore statunitense (Peoria, n. 1921 - Santa Rosa, † 2007)
- Billy Merasty, attore e drammaturgo canadese (Manitoba, n. 1960)
- Billy Porter, attore e cantante statunitense (Pittsburgh, n. 1969)
- Billy Quirk, attore statunitense (Jersey City, n. 1873 - Los Angeles, † 1926)
- Billy Redden, attore statunitense (Contea di Rabun, n. 1956)
- Billy Bob Thornton, attore, sceneggiatore e regista statunitense (Hot Springs, n. 1955)
- Billy Warlock, attore statunitense (Gardena, n. 1961)
- Billy Zane, attore statunitense (Chicago, n. 1966)

## Aviatori(1)
- Billy Bishop, aviatore canadese (Owen Sound, n. 1894 - Palm Beach, † 1956)

## Bassisti(2)
- Billy Greer, bassista, cantante e produttore discografico statunitense (Surgoinsville, n. 1952)
- Billy Sherwood, bassista e chitarrista statunitense (Las Vegas, n. 1965)

## Batteristi(2)
- Billy Higgins, batterista statunitense (Los Angeles, n. 1936 - Inglewood, † 2001)
- Billy McCarthy, batterista e scrittore statunitense (Roseland, n. 1960)

## Calciatori(33)
- Billy Arce, calciatore ecuadoriano (Esmeraldas, n. 1998)
- Billy Ayers, calciatore britannico
- Billy Bernard, calciatore lussemburghese (Lussemburgo, n. 1991)
- Billy Blyth, calciatore scozzese (Dalkeith, n. 1895 - Worthing, † 1968)
- Billy Bodin, calciatore gallese (Swindon, n. 1992)
- Billy Dalli, ex calciatore maltese (n. 1939)
- Billy Koumetio, calciatore francese (Lione, n. 2002)
- Billy Dixon, ex calciatore irlandese (Dublino, n. 1941)
- Billy Forbes, calciatore britannico (Providenciales, n. 1990)
- Billy Foulkes, calciatore gallese (Merthyr Tydfil, n. 1926 - Chester, † 1979)
- Billy Fraser, ex calciatore e allenatore di calcio scozzese (Edimburgo, n. 1945)
- Billy Garraty, calciatore inglese (Birmingham, n. 1878 - Birmingham, † 1931)
- Billy Gilmour, calciatore scozzese (Irvine, n. 2001)
- Billy Higgins, calciatore inglese (Birkenhead, n. 1924 - Canterbury, † 1981)
- Billy Jones, ex calciatore inglese (Shrewsbury, n. 1987)
- Billy King, calciatore scozzese (Edimburgo, n. 1994)
- Billy Kirton, calciatore inglese (Newcastle upon Tyne, n. 1896 - Sutton Coldfield, † 1970)
- Billy Lansdowne, ex calciatore inglese (Epping, n. 1959)
- Billy Mataitai, calciatore francese (n. 1983)
- Billy McClure, ex calciatore inglese (Liverpool, n. 1958)
- Billy McCullough, ex calciatore nordirlandese (n. 1940)
- Billy McNeill, calciatore e allenatore di calcio scozzese (Bellshill, n. 1940 - Newton Mearns, † 2019)
- Billy McWha, calciatore nordirlandese (n. 1862 - † 1886)
- Billy Mehmet, calciatore irlandese (Londra, n. 1984)
- Billy Mitchell, calciatore inglese (Orpington, n. 2001)
- Billy Mwanza, calciatore zambiano (Chililabombwe, n. 1983)
- Billy Nordström, calciatore svedese (Göteborg, n. 1995)
- Billy Paynter, ex calciatore inglese (Liverpool, n. 1984)
- Billy Rafferty, ex calciatore scozzese (Glasgow, n. 1950)
- Billy Simpson, calciatore nordirlandese (Belfast, n. 1929 - Glasgow, † 2017)
- Billy Walsh, calciatore irlandese (Dublino, n. 1921 - Noosa, † 2006)
- Billy Walsh, ex calciatore statunitense (Chatham Borough, n. 1975)
- Billy White, calciatore inglese (Liverpool, n. 1936 - Ormskirk, † 2000)

## Cantanti(11)
- Billy Blanco, cantante, musicista e compositore brasiliano (Belém, n. 1924 - Rio de Janeiro, † 2011)
- Billy Burnette, cantante e chitarrista statunitense (Memphis, n. 1953)
- Billy Crawford, cantante e attore statunitense (Manila, n. 1982)
- Billy Currington, cantante e scrittore statunitense (Savannah, n. 1973)
- Billy Falcon, cantante e paroliere statunitense (n. 1956)
- Billy Fury, cantante britannico (Liverpool, n. 1940 - Paddington, † 1983)
- Billy J. Kramer, cantante britannico (Bootle, n. 1943)
- Billy Paul, cantante statunitense (Filadelfia, n. 1934 - Blackwood, † 2016)
- Billy Lee Riley, cantante statunitense (Pocahontas, n. 1933 - Jonesboro, † 2009)
- Billy Joe Royal, cantante statunitense (Valdosta, n. 1942 - Morehead City, † 2015)
- B. J. Thomas, cantante e musicista statunitense (Hugo, n. 1942 - Arlington, † 2021)

## Cantautori(4)
- Billy Bragg, cantautore, chitarrista e attivista britannico (Barking, n. 1957)
- Billy Ray Cyrus, cantautore e attore statunitense (Flatwoods, n. 1961)
- Billy Joe Shaver, cantautore, paroliere e attore statunitense (Corsicana, n. 1939 - Waco, † 2020)
- Billy Swan, cantautore, musicista e polistrumentista statunitense (Cape Girardeau, n. 1942)

## Cantautrici(1)
- Billy Pettinger, cantautrice e polistrumentista canadese (n. 1982)

## Cestisti(11)
- Billy Ray Bates, ex cestista e allenatore di pallacanestro statunitense (Kosciusko, n. 1956)
- Billy Garrett, cestista statunitense (Chicago, n. 1994)
- Billy Goodwin, ex cestista statunitense (New York, n. 1961)
- Billy Harris, cestista statunitense (Chicago, n. 1951 - Chicago, † 2010)
- Brae Ivey, cestista statunitense (Huntington Beach, n. 1996)
- Billy McCaffrey, ex cestista e allenatore di pallacanestro statunitense (Allentown, n. 1971)
- Yakuba Ouattara, cestista burkinabé (Tepa, n. 1992)
- Billy Owens, ex cestista statunitense (Carlisle, n. 1969)
- Billy Preston, cestista statunitense (Redondo Beach, n. 1997)
- Billy Thomas, ex cestista statunitense (Shreveport, n. 1975)
- Billy Williams, ex cestista statunitense (New York, n. 1958)

## Chitarristi(5)
- Billy Bauer, chitarrista statunitense (New York, n. 1915 - † 2005)
- Billy Duffy, chitarrista britannico (Hulme, n. 1961)
- Billy Gray, chitarrista inglese (n. 1947 - † 1984)
- Billy Morrison, chitarrista britannico (Londra, n. 1969)
- Billy Rankin, chitarrista britannico (Lennoxtown, n. 1959)

## Comici(1)
- Billy Eichner, comico, attore e doppiatore statunitense (New York, n. 1978)

## Compositori(1)
- Billy Tipton, compositore e musicista statunitense (Oklahoma City, n. 1914 - Spokane, † 1989)

## Direttori della fotografia(1)
- Billy Williams, direttore della fotografia britannico (Walthamstow, n. 1929 - † 2025)

## Doppiatori(1)
- Billy Kametz, doppiatore statunitense (Lancaster, n. 1987 - Hersey, † 2022)

## Giocatori di baseball(1)
- Billy Hamilton, giocatore di baseball statunitense (Taylorsville, n. 1990)

## Giocatori di football americano(10)
- Billy Bajema, ex giocatore di football americano statunitense (Oklahoma City, n. 1982)
- Billy Bowman Jr., giocatore di football americano statunitense (Denton, n. 2003)
- Billy Carlile, ex giocatore di football americano statunitense
- Billy Jackson, ex giocatore di football americano statunitense (Phenix City, n. 1959)
- Billy Price, ex giocatore di football americano statunitense (Austintown, n. 1995)
- Billy Sims, giocatore di football americano statunitense (St. Louis, n. 1955)
- Billy Ray Smith, giocatore di football americano statunitense (n. 1935 - † 2001)
- Billy Ray Smith, ex giocatore di football americano statunitense (Fayetteville, n. 1961)
- Billy Vessels, giocatore di football americano statunitense (Cleveland, n. 1931 - Coral Gables, † 2001)
- Billy Winn, giocatore di football americano statunitense (Las Vegas, n. 1989)

## Giocatori di snooker(1)
- Billy Joe Castle, giocatore di snooker inglese (Marchwood, n. 1992)

## Hockeisti su prato(1)
- Billy Bakker, hockeista su prato olandese (Amstelveen, n. 1988)

## Imprenditori(1)
- Red McCombs, imprenditore statunitense (Spur, n. 1927 - San Antonio, † 2023)

## Musicisti(3)
- Billy Currie, musicista e compositore britannico (Huddersfield, n. 1950)
- Billy Roberts, musicista e paroliere statunitense (Greenville, n. 1936 - † 2017)
- Billy Strings, musicista statunitense (Lansing, n. 1992)

## Pianisti(2)
- Billy Arnold, pianista statunitense (New York, n. 1886 - New York, † 1954)
- Billy Taylor, pianista e compositore statunitense (Greenville, n. 1921 - New York, † 2010)

## Pugili(4)
- Billy Collins Jr., pugile statunitense (Nashville, n. 1961 - Antioch, † 1984)
- Billy Papke, pugile statunitense (Spring Valley, n. 1886 - Newport, † 1936)
- Billy Joe Saunders, ex pugile britannico (Welwyn Garden City, n. 1989)
- Billy Soose, pugile statunitense (Farrell, n. 1915 - † 1998)

## Registi(1)
- Billy Bitzer, regista e fotografo statunitense (Roxbury, n. 1874 - Los Angeles, † 1944)

## Scrittori(1)
- Billy Hayes, scrittore e attore statunitense (New York, n. 1947)

## Tennisti(2)
- Billy Harris, tennista britannico (Nottingham, n. 1995)
- Billy Martin, ex tennista statunitense (Evanston, n. 1956)

## Violinisti(1)
- Billy Bang, violinista e compositore statunitense (Mobile, n. 1947 - Harlem, † 2011)

## Wrestler(1)
- Billy Riley, wrestler britannico (Wigan, n. 1889 - Inghilterra, † 1977)

## Senza attività specificata(1)
- Billy Morgan, ex snowboarder britannico (Southampton, n. 1989)